# Ozocerita

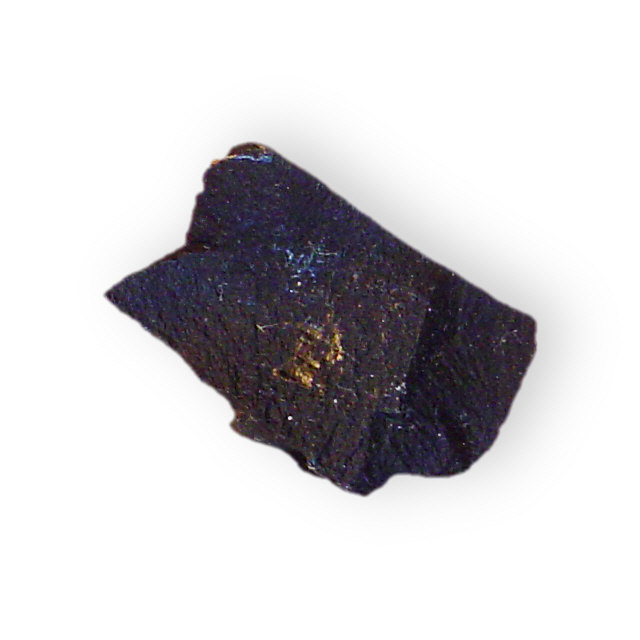
Ozokerita, Wasatch County, Utah

Ozokerita o ozocerita (del grec: Όζο ozo, pudor, i κερί kero, cera), antigament coneguda com a cera de terra és un mineral odorífer que es presenta de manera natural en moltes localitats. Químicament, es compon d'una barreja de diversos hidrocarburs, principalment alcans.

## Propietats
El seu pes específic oscil·la entre 0,85 a 0,95, i el seu punt de fusió va de 58 a 100 °C. És solble en dietil èter, cloroform, petroli i altres. El seu color a Galítsia va de groc pàl·lid a marró fosc. Quan és de color verd sovint presenta dicroisme. És una mescla d'hidrocarburs amb un 85-87% en pes de carboni i 14-13% d'hidrogen.
Per purificació s'obté la ceresina (també dita cerina, cerasina, cerosina, o cera ceresina), una cera. El procés de purificació de l'ozocerita generalment compren un tractament amb calor i àcid sulfúric, però també s'utilitzen altres procediments. És una alternativa a la cera d'abella en els ungüents i històricament, abans d'utilitzar el polietilè, en els laboratoris es feien servir ampolles fetes de ceresina per a contenir petites quantitats d'àcid hidrofluòric.
Es fa servir, com la parafina, en alguns aïllants elèctrics, espelmes o en papers molt suaus.